# Claude Gauthier (Sänger)
Joseph Pierre Claude Gauthier (* 31. Januar 1939 in Lac-Saguay/Québec) ist ein kanadischer Singer-Songwriter und Schauspieler.

## Leben
Gauthier gewann 1959 mit Le soleil brillera demain den Ersten Preis beim Wettbewerb Les étoiles de demain des Radiosenders CKVL. 1961 nahm er seine erste LP Claude Gauthier chante Claude Gauthier, mit der er den Grand prix du disque canadien des Montréaler Radiosenders CKAC gewann. 1964 trat er mit Buffy Sainte-Marie in der Carnegie Hall in New York auf. Beide schrieben zusammen den Hit T'es pas une autre, der später auf Französisch von Michèle Richard, Pierre Lalonde und Renée Claude und auf Englisch von Elvis Presley und Neil Diamond gecovert wurde.
1967 debütierte er als Schauspieler an der Seite von Geneviève Bujold in dem Film Entre la mer et l'eau douce von Michel Brault und Denys Arcand. Im selben Jahr traten er und Louise Forestier bei der Expo 67 auf und tourten durch Kanada. Mit seiner LP Cerfs-volants gewann er 1969 einen Festival du Disque Award. 1972 vertrat er Kanada beim Festival international de la Francophonie in Spa und nahm in Frankreich das Album Le plus beau voyage auf.
In den Jahren 1973 und 1974 spielte er in drei Filmen: in Les Ordres von Michel Brault, Partis pour la gloire von Clément Perron und La piastre von Alain Chartrand. 1977 nahm er an der Grand Gala de la Chanson Francophone de Strasbourg teil.  Er tourte 1981 durch Maisons de la Culture in Frankreich und Belgien, war 1982 Gastkünstler bei der Einweihung des Maison du Québec in Mexiko und 1983 Gastkünstler bei der Retrospektive des Malers Jean Paul Riopelle im Museo de Arte Contemporáneo de Caracas. 1985 nam er an der Tournee Trois fois chantera mit Claude Léveillée und Pierre Létourneau teil, 1989 am Festival de la Chanson Québécoise in Saint-Malo. Als Schauspieler trat er u. an in François Labontés Henri (1986)., Gilles Carles La Guêpe, Louise Carrés Qui a tiré sur und Michel Braults L'emprise (1988) auf.
In den frühen 1990er Jahren hatte Gauthier Rollen in Fernsehproduktionen wie Robert Ménards L'homme de rêve (1990), Jean-Pierre Gariépys Le Violon d'Arthur (1991), Sylvie Payettes Seifenoper Chambres en ville und François Labontés Fernsehserien Bombardier (1991) und Les Bâtisseurs d'eau (1997). 1991 veröffentlichte er sein Album Planète cœur 1997 trat er als Sänger bei einer Show von Les FrancoFolies de Montréal auf. Im folgenden Jahr veröffentlichte er das von Daniel Lavoie produzierte Album Jardins und eine bis dahin unveröffentlichte Live-Aufnahme aus dem Jahr 1962 mit dem Titel Au temps des boîtes à chansons. 1998 gewann er einen Genie Award für das Lied Est-ce si loin Québec? aus Jean-Pierre Lefebvres Film Aujourd'hui ou jamais.
Ab Mitte der 1990er Jahre war Gauthier Sprecher verschiedener Filmproduktionen, darunter Mireille Dansereaus Les Marchés de Londres (1996), André Gladus La Conquête du grand écran (1996) und Michel Braults La Manic (2003). Sein Album L'homme qui passait par là erschien 2001. Sein 2008 erschienenes Albums Pour la suite du monde ist eine  Hommage an Michel Brault. Von 2009 bis 2011 nahm er mit Pierre Létourneau, Pierre Calvé und Jean-Guy Moreau an der Show Il était une fois… la boîte à chansons teil. Sein Album 50 ans plus loin erschien 2012.

## Diskographie
- Claude Gauthier chante Claude Gauthier, 1961
- Claude Gauthier, 1962
- Claude Gauthier, 1965
- Claude Gauthier, 1967
- Cerfs-volants, 1969, 2002
- Le plus beau voyage, 1972, 2002
- Album-souvenir, 1975, 2002
- Les grands succès de Claude Gauthier, 1975, 2002
- Les beaux instants, 1976
- Ça prend des racines, 1977
- Tendresses.o.s., 1984
- Collection souvenir, 1988
- Planète cœur, 1991
- L’agenda, 1993
- Québec Love: La collection, 1993, 1998
- Jardins, 1998
- Au temps des boîtes à chansons, (Liveaufnahme 1962), 1998
- L’homme qui passait par là, 2001
- Collection souvenir, 2002
- Le plus beau voyage de mes chansons (1959-1972), 2003
- Pour la suite du monde, 2008
- 50 ans plus loin, 2012